# Tofssprötstjärt
Tofssprötstjärt (Leptasthenura platensis) är en fågel i familjen ugnfåglar inom ordningen tättingar.

## Utbredning och systematik
Fågeln förekommer i södra Paraguay, sydvästligaste Brasilien, Uruguay och Argentina. Den behandlas som monotypisk, det vill säga att den inte delas in i några underarter.

## Status
IUCN kategoriserar arten som livskraftig.